# Paramoera columbiana
Paramoera columbiana is een vlokreeftensoort uit de familie van de Pontogeneiidae. De wetenschappelijke naam van de soort is voor het eerst geldig gepubliceerd in 1958 door Bousfield.